# Howard S. Becker

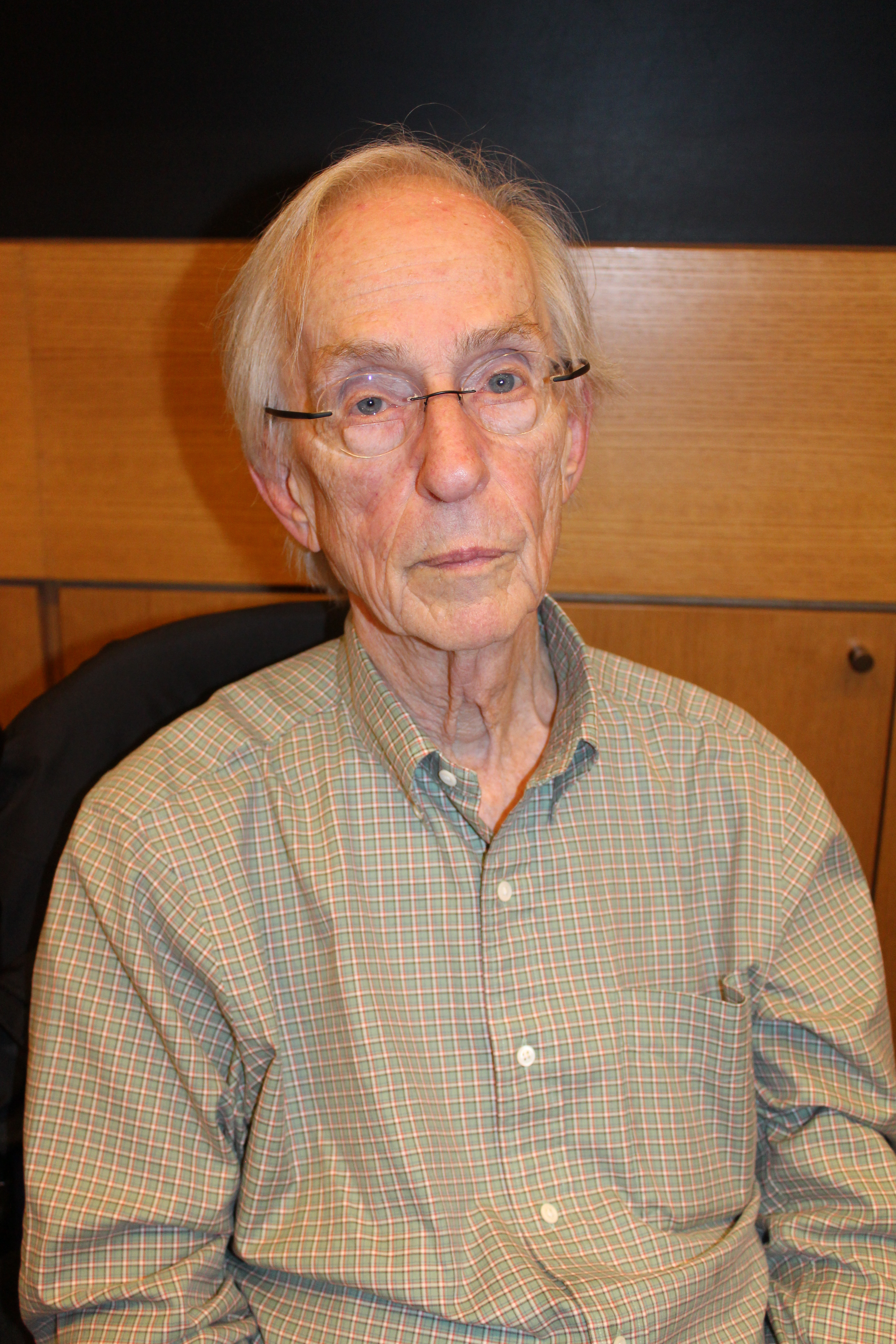
Howard S. Becker in Paris (2012)

Howard Saul Becker (* 18. April 1928 in Chicago, Illinois; † 16. August 2023 in San Francisco, Kalifornien) war ein US-amerikanischer Soziologe und Jazzpianist. Sein Buch Outsiders ist ein Klassiker der Devianz- und Kriminalsoziologie, sein Buch Art Worlds zählt zu den bedeutenden Publikationen der zeitgenössischen Kunstsoziologie.

## Leben
Beckers Großeltern waren Einwanderer aus dem damals noch russischen Litauen, seine Eltern wurden schon in Chicago geboren. Dort wuchs er in einem bürgerlichen Haushalt auf, in dem die Künste einen hohen Stellenwert hatten. Ab dem Alter von 12 Jahren erlernte er das Klavierspielen, sein Lehrer war Lennie Tristano. Schon als Fünfzehnjähriger arbeitete Becker als Jazzpianist in Bars, Clubs und Striploklalen und wurde für Tanzabende, Hochzeiten und Betriebsfeiern engagiert. Das hing nicht allein mit seinem musikalischen Talent zusammen, sondern auch damit, dass die meisten Jazzpianisten zum Kriegsdienst eingezogen worden waren. Weil er einige Schuljahre überspringen konnte, begann er bereits 1943 mit dem Studium am College der University of Chicago, das er 1946 als Achtzehnjähriger mit den Bachelor-Examen abschloss. Danach strebte er anfangs eine Karriere als Berufsmusiker an, entschied sich dann aber für eine Fortsetzung seines Studiums an der Chicagoer Universität. Er wählte das Fach Soziologie, weil er von der Aussicht, in der aufstrebenden Großstadt vor der eigenen Haustür Feldforschung betreiben zu können, fasziniert war. 1949 legte er das Master-Examen ab, 1951 wurde er zum Ph.D. promoviert. Seine Master-Examensarbeit resultierte aus Feldforschung und teilnehmender Beobachtung unter Tanzmusikern, seine Dissertation bestand in der Auswertung eines Forschungsprojekts über Lehrer an staatlichen Schulen. Beide Qualifikationsarbeiten wurden von Everett C. Hughes betreut.
Zwischen Master-Examen und Promotion heiratete Becker und wurde Vater einer Tochter. Weiterhin spielte er als Pianist in unterschiedlichen Jazz-Bands. Nach Abschluss der Doktorarbeit verbrachte er 14 Jahre als „fahrender Forscher“, der Forschungsauftrag an Forschungsauftrag reihte, unter anderem an der University of Illinois at Urbana-Champaign, der University of Kansas (wohin ihn Hughes holte) und der Stanford University. 1965 wurde er dann Professor für Soziologie an der Northwestern University in Chicago. Nach 25 Jahren wechselte er 1991 an die University of Washington in Seattle, wo er bis 1999 als Professor lehrte. Zusätzlich wurde er 1995 Lehrbeauftragter an der School of Music in Seattle. Nach Beendigung seiner Lehrtätigkeit an der University of Washington und einem Umzug nach San Francisco wirkte er ein Jahr als Gastprofessor an der University of California, Santa Barbara. Auch danach setzte er seine Forschungen fort.
Mit seiner zweiten Frau, die er 1990 heiratete, lebte Becker in San Francisco und verbrachte etwa drei Monate im Jahr in Paris. In Frankreich wurden ihm die ersten Ehrendoktorate verliehen. Seine Publikationen wurden seit Mitte der 1980er-Jahre stets zeitnah ins Französische übersetzt. Die einzigen Einführungen in sein Leben und Werk, die vor der deutschsprachigen Arbeit von Dagmar Danko erschienen, und die bislang verfügbaren Aufsatzsammlungen Beckers erschienen in französischer Sprache.

## Soziologisches Werk
Mit seinem soziologischen Werk stand Howard S. Becker als Schüler von Everett C. Hughes in der Tradition der ursprünglichen Chicagoer Schule der Soziologe, ist aber, durch seinen zweiten wichtigen akademischen Lehrer Herbert Blumer beeinflusst, stark am Symbolischen Interaktionismus orientiert. Becker wird gemeinsam mit seinem Freund Erving Goffman als führender Protagonist einer Zweiten Chicagoer Schule angesehen.
In der Frühphase seines wissenschaftlichen Schaffens beschäftigte sich Becker (anfangs noch im Sinne der ursprünglichen Chicagoer Schule) mit bildungs-, professions- und arbeitssoziologischen Themen. Darauf wandte er sich erst der Devianz- und Kriminalsoziologie und dann der Kunstsoziologie zu. Daraus resultierten seine bekanntesten Schriften, Outsiders und Art Worlds. Darin hinterfragt Becker gängige soziologische Konzepte und führt in neue ein. Später folgten Arbeiten zu den Methoden der Qualitativen Sozialforschung und zur Wissenschaftssoziologie. Zudem beschäftigte er sich mit dokumentarischer Fotografie, untersuchte die Möglichkeiten der Fotografie für die Soziologie und wurde damit zu einem Pionier der Visuellen Soziologie.
In den 1960er- und 1970er-Jahren war Becker eine der prägenden Figuren in der US-amerikanischen Soziologie. In dieser Zeit des Umbruchs erwiesen sich viele Konventionen und Gewissheiten als überholt und auch die Soziologie positionierte sich neu. Daran war er maßgeblich beteiligt. In den 1980er-Jahren begann die umfassende Rezeption seiner Arbeiten in Frankreich. Dagmar Danko erklärt sie damit, dass eine Gruppe französischer Soziologen, die auf der Suche nach Alternativen zum dominierenden Pierre Bourdieu waren, sich der Chicagoer Schule zuwandten und Becker besonders in der Kunstsoziologie als Antipode Bourdieus gilt.

### Bildungs-, Professions- und Arbeitssoziologie
Während seiner Jahre als „fahrender Forscher“ arbeitete Becker für unterschiedliche Einrichtungen an Forschungsprojekten, die der Bildungs-, Professions- und Arbeitssoziologie zuzuordnen sind. Dabei ging er von der Definition seines Lehrers Everett C. Hughes aus, nach der „the studie of institutions“ ein Teil der „study of society in action“ ist. Er analysierte Schulen und Hochschulen, wobei er den Fokus jeweils auf den „lowest man in the system“ legte. Er befragte nicht Schuldirektoren, sondern Lehrer, nicht Professoren, sondern Studenten. Besonderen Wert legte er auf die Untersuchung von Karriereverläufen und deren Kontingenz. Dabei skizzierte er eine Theorie, die als „Side Bet Theory“ bekannt wurde.
„Side Bets“ sind Wetteinsätze, die mit dem Verlauf eines Spiels nicht direkt zusammenhängen. Nach der „Side Bet Theory“ wird nicht automatisch zum Zwecke der Verbesserung des sozialen Status gehandelt und auch andere Interessen werden bei Entscheidungen zurückgestellt. Becker nennt als Beispiel eine Person, die eine neue Stelle antritt und der bald darauf eine noch bessere angeboten wird, die jedoch abgelehnt wird, um nicht als unzuverlässig zu gelten. Auch die Selbstbindung von Lehrern an bestimmte Schulen, auch wenn bessere Stellen in Aussicht sind oder die Selbstbindung von Studenten an ein begonnenes Studium, obwohl sie ursprünglich andere Studienpläne hatten, sprechen für „Side Bets“ bei Karriere-Entscheidungen.
Becker selbst untersuchte seine Theorie nicht empirisch, löste aber mit ihrer Publikation eine ganze Welle von Untersuchungen aus, in denen versucht wurde, die Theorie zu bestätigen oder zu widerlegen. Mindestens 50 Studien widmeten sich zwischen 1970 und 1980 Beckers Selbstbindungstheorie. Damit ist sie eine seiner meistdiskutierten Thesen. Aaron Cohen und Geula Lowenberg legten 1990 eine Metaanalyse der entsprechenden Studien vor. Danach kommen die meisten Autoren zum Ergebnis, dass die „Side Bet Theory“ mit quantitativen Untersuchungsmethoden nicht zu belegen ist. Jean E. Wallace forderte dagegen eine Wiederbelebung der Theorie, um sie zu methodisch zu verbessern und dann anzuwenden.
Beckers bekannteste Publikation seiner ersten soziologischen Schaffensphase resultierte aus mehrjähriger teilnehmender Beobachtung von Medizinstudenten, die er gemeinsam mit Blanche Geer unternahm. Boys in white. Student culture in medical school (1961) basiert methodisch auf der interaktionistischen Handlungstheorie von George Herbert Mead. Daran knüpfte Becker in seinen folgenden Arbeiten an und entwickelte diesen wissenschaftlichen Ansatz „ein gutes Stück weiter“.

### Devianz- und Kriminalsoziologie
Outsiders. Studies in the Sociology of Deviance ist Beckers erste Monographie und sein bekanntestes und einflussreichstes Werk. Es wurde in den Kanon der „Hauptwerke der Soziologie“ aufgenommen. Das Buch erschien 1963, fast alle darin enthaltenen Beiträge hatte Becker schon in seinen Jahren als „fahrender Forscher“ als Aufsätze publiziert: Aufsätze über Marihuanakonsumenten und Jazzmusiker, die in den 1950er Jahren in den USA noch zu den Devianten gerechnet wurden. Die Darstellung abweichender Karrieren und Beckers theoretischen Folgerungen daraus wurde von David Matza als überfällige Häresie der Devianzsoziologie gewürdigt.
Mit Outsiders verschob Becker die sozialwissenschaftliche Blickrichtung bei der Analyse von Devianz. Nicht die abweichende Handlung oder die abweichende Person wird in den Fokus genommen, sondern die Definition der Handlung und der handelnden Person als abweichend durch andere. Untersuchungsgegenstand ist damit die gesellschaftliche Reaktion. Dagmar Danko nennt diese Vorgehensweise eine „konsequente Anwendung des Thomas-Theorems.“ Danach ist abweichendes Verhalten dann gegeben, wenn Menschen das so auffassen.
Die Grundthese des Buches ist mit dem vielzitierten Satz umrissen: „Der Mensch mit abweichendem Verhalten ist ein Mensch, auf den diese Bezeichnung erfolgreich angewandt worden ist; abweichendes Verhalten ist Verhalten, das Menschen als solches bezeichnen.“ Laut Danko ist die Aussage im englischen Original konziser als in allen deutschen Übersetzungen. Im Original enthalte sie den entscheidenden Begriff, der zur Bezeichnung Labeling Approach geführt habe. Dort heißt es: „The deviant is one to whom that label has successfully been applied; deviant behavior is behavior that people so label.“

### Kunstsoziologie
Beckers kunstsoziologische Analyse ist theoretisch ebenfalls dem Symbolischen Interaktionismus verpflichtet. Er begreift Kunst nicht als Werk eines einzelnen Schöpfers, sondern als eine Aktivität, die kollektiv (interaktiv) ausgeübt wird. Ausgangspunkt ist die soziale Konstruktion von Kunstwelten (Art Worlds). Darunter versteht er Netzwerke von Individuen, die in elaborierten Formen arbeitsteilig miteinander kooperieren, um ein Kunstwerk hervorzubringen und dem Publikum zu vermitteln. Ihr kollektives Handeln benötigt materielle und andere Ressourcen und wird durch Konventionen strukturiert. Als Demonstrationsobjekt dient ihm der Abspann eines Hollywoodfilms mit seiner Aufzählung von vielfältigen Funktionen und Personen. Generell unterscheidet Becker zwischen dem künstlerischen und dem unterstützenden Personal. Eine Kunstwelt kann lokal begrenzt (z. B. eine kleine Experimentierbühne) oder weltweit vernetzt sein (z. B. der moderne Kunstbetrieb).
Art Worlds erschien erstmals 1982; zum 25. Jahrestag erschien 2008 eine erweiterte Ausgabe mit einem längeren Interview mit dem französischen Soziologen Alain Pessin. 2017 erschien die erste deutsche Übersetzung unter dem Titel Kunstwelten (übersetzt von Thomas Klein) mit Vorworten von Dagmar Danko und Thomas Weber, die auf die Aktualität von Beckers hinweisen und die Anschlusspotentiale an neuere wissenschaftliche Diskurse.

## Rezeption
Kunstsoziologie
Die britische Soziologin Victoria D. Alexander wertet Beckers Art Worlds als a very important contribution in the sociology of art. Anders als in der angelsächsischen Welt ist in Deutschland die bisherige Rezeption des Buches begrenzt. Dagmar Danko widmet ihm in ihrem Buch Kunstsoziologie ein Unterkapitel.
Pierre Bourdieu kritisiert an der Kunstwelttheorie, dass sie allein beschreibend und aufzählend die kollektiven Aktivitäten der Akteure der Kunstwelt darstelle. Außer acht gelassen werde, dass die Interaktionen und die Kooperation der Akteure in einem Felde stattfände, das aus historisch gewachsenen, objektiven Akteursbeziehungen bestehe. An diesen würden sich die Kämpfe um Bewahrung oder Veränderung der Feldstruktur ausrichten. Auch von anderen Autoren wird bemängelt, dass das Verstehen der Geschichte von Kunstwelten zu kurz komme, generell die Kunstwelttheorie hinsichtlich der Erklärung der Mechanismen des Kunstbetriebes zu wenige Antworten gäbe.

## Ehrungen
- Mitglied der American Academy of Arts and Sciences (1993)
- Ehrendoktor der Universität Paris 8 Vincennes-Saint Denis (1996)
- Ehrendoktor der Universität Pierre Mendès-France Grenoble II (1999)
- Ehrendoktor der Erasmus-Universität Rotterdam (2004)
- Ehrendoktor der École normale supérieure de Lyon (2008)
- Ehrendoktor des Conservatoire national des arts et métiers in Paris (2014)
- Ehrendoktor der University of Edinburgh (2014).

## Schriften (Auswahl)
- Boys in white. Student culture in medical school. University of Chicago Press, Chicago 1961.
- Outsiders. Studies in the Sociology of Deviance, The Free Press, New York 1963.
  - Außenseiter. Zur Soziologie abweichenden Verhaltens. 3. Auflage, herausgegeben von Michael Dellwing, übersetzt von Monika Plessner und Michael Dellwing, Springer VS, Wiesbaden 2019, ISBN 978-3-658-26251-8 (1. Auflage, Frankfurt am Main: S. Fischer, 1973, ISBN 3-10-874301-5; als Taschenbuch: Frankfurt am Main: Fischer, 1981, ISBN 3-596-26624-6).
- Whose Side Are We On? In: Social Problems, 14. Jahrgang, Nr. 3, 1967, S. 239–247 (Online-Version, PDF, abgerufen am 26. Mai 2016).
  - Auf wessen Seite stehen wir? In: Daniela Klimke, Aldo Legnaro (Hrsg.), Kriminologische Grundlagentexte, Springer VS, Wiesbaden 2016, ISBN 978-3-658-06503-4, S. 8–22, übersetzt von Aldo Legnaro.
- Art Worlds. University of California Press, Berkeley 1982, ISBN 0-520-04386-3.
  - Kunstwelten, (übersetzt von Thomas Klein, Daniel Kulle) – Avinus Verlag, Hamburg, 2017, ISBN 978-3-86938-088-9.
- Writing for social scientists. How to start and finish your thesis, book, or article. University of Chicago Press, Chicago 1986, ISBN 0-226-04107-7.
  - Die Kunst des professionellen Schreibens. Ein Leitfaden für die Geistes- und Sozialwissenschaften. 2. Auflage, Campus, Frankfurt am Main 2000, ISBN 3-593-36710-6 (1. Auflage, Campus, Frankfurt am Main 1994, ISBN 3-593-35141-2).
- Tricks of the Trade. How to Think about Your Research While You’re Doing It. University of Chicago Press, Chicago 1998, ISBN 0-226-04123-9.
  - Soziologische Tricks. Wie wir über Forschung nachdenken können. Aus dem Englischen von Ursel Schäfer / Enrico Heinemann, Hamburger Edition, Hamburg 2021, ISBN 978-3-86854-342-1.
- Telling about society. University of Chicago Press, Chicago 2007, ISBN 978-0-226-04125-4.
  - Erzählen über Gesellschaft. Übersetzt von Peter Hessel, eingeleitet und herausgegeben von Reiner Keller, Springer VS, Wiesbaden 2019, ISBN 978-3-658-15869-9 (Rezension).
- Robert R. Faulkner und Howard S. Becker: “Do You Know...?” The Jazz Repertoire in Action. 2009, ISBN 978-1-459-60603-6.
- What about Mozart? What about murder? Reasoning from cases. University of Chicago Press, Chicago 2014, ISBN 978-0-226-16635-3.
- Qu’est-ce qu’un cas? Explorer les fondements de l’enquête en sciences sociales. Schwabe, Basel 2021, ISBN 978-3-7965-4173-5.
- Here and There. A Collection of Writings, Wise Guys Press, Chicago 2022, online PDF-Version, abgerufen am 28. August 2023.